# Wimborne St. Giles
Wimborne St. Giles è un villaggio e parrocchia civile dell'Inghilterra, appartenente alla contea del Dorset.